# Bronskrokus
Crocus olivieri är en irisväxtart som beskrevs av Jacques Étienne Gay. Crocus olivieri ingår i släktet krokusar, och familjen irisväxter.

## Underarter
Arten delas in i följande underarter:
- C. o. balansae
- C. o. istanbulensis
- C. o. olivieri